# Jack Kehler
Jack Kehler, né le 22 mai 1946 à Philadelphie (Pennsylvanie) et mort le 7 mai 2022 à Los Angeles (Californie), est un acteur américain.

## Filmographie
- 1983 : Les envahisseurs sont parmi nous (Strange Invaders) : le pompiste
- 1985 : L'Année du dragon (Year of the Dragon) : Alan Perez
- 1986 : Fresno (feuilleton TV) : sergent Cooper
- 1988 : Shakedown on the Sunset Strip (TV) : William A. Fage
- 1988 : Bloodstone : Paul Lorre
- 1988 : Disaster at Silo 7 (TV) : colonel Canby
- 1989 : Cast the First Stone (TV) : Keeler
- 1989 : La Loi de Los Angeles (TV): Pest Control Exterminator Steve Tumka
- 1990 : Why me? Un plan d'enfer (Why Me?) de Gene Quintano : Freedly
- 1990 : The China Lake Murders (TV) : Germ
- 1990 : Je t'aime à te tuer (I Love You to Death) de Lawrence Kasdan : sergent Carlos Wiley
- 1991 : In the Cold of the Night : Wino
- 1991 : Cry in the Wild: The Taking of Peggy Ann (TV) : Eugene Bradnick
- 1991 : Point Break (Point Break) : Halsey
- 1991 : Bad Attitudes (TV) : Bane
- 1991 : Le Dernier Samaritain (The Last Boy Scout) : l'« as du Scrabble »
- 1991 : Grand Canyon : Steve Fox
- 1992 : Sables mortels (White Sands) : Casanov
- 1992 : Cauchemar en plein jour (Nightmare in the Daylight) (TV) : Gun Clerk
- 1993 : L'Affaire Amy Fisher : Désignée coupable (Casualties of Love: The Long Island Lolita Story) (TV) : Elliot Fisher
- 1993 : Blindsided (TV) : Waco Dean
- 1993 : Complot meurtrier contre une pom-pom girl (The Positively True Adventures of the Alleged Texas Cheerleader-Murdering Mom) (TV) : sergent F. E Blackwell
- 1993 : Défense traquée (Caught in the Act) (TV) : détenu
- 1994 : Love Is a Gun : Boots Tynan
- 1994 : Secret Sins of the Father (TV) : Ray Townsend
- 1994 : Les Nouveaux Associés (Cops and Robbersons) : Caniff
- 1994 : Wyatt Earp : Bob Hatch
- 1994 : Les McKenna ("McKenna") (série TV) : Walter Maddock
- 1994 : Texan (TV) : Bartender
- 1995 : Serpent's Lair : Occult Man
- 1995 : Desert Winds : père d'Eugene
- 1995 : A Father for Charlie (TV)
- 1995 : Across the Moon : ATV Pop
- 1995 : Waterworld de Kevin Reynolds : Banker
- 1995 : Le Retour des envahisseurs (The Invaders) (TV)
- 1996 : The Shot : détective Markinson
- 1996 : Bénéfice mortel (Death Benefit) (TV) : Dick Coates
- 1996 : Si les murs racontaient... (If These Walls Could Talk) (TV) : chauffeur de taxi (segment 1952)
- 1996 : American Strays : Walker
- 1996 : Président ? Vous avez dit président ? (My Fellow Americans) : Wayne
- 1995 : Murder One: L'affaire Rooney ("Murder One") (série TV) : Frank Szymanski (1996-1997)
- 1997 : Route perdue (Lost Highway) : garde Johnny Mack
- 1997 : Murder One: Diary of a Serial Killer (feuilleton TV) : Frank Szymanski
- 1997 : 187 code meurtre (One Eight Seven) : Larry Hyland
- 1998 : The Big Lebowski : Marty
- 1998 : Sour Grapes : Jack
- 1998 : L'Arme fatale 4 (Lethal Weapon 4) : State Department man
- 1998 : La Conscience tranquille (The Lesser Evil) : détective Hardaway
- 1999 : Un vent de folie (Forces of Nature) : Vic DeFranco
- 1999 : Jugé coupable (True Crime) de Clint Eastwood : M. Ziegler
- 1999 : Austin Powers 2 : L'Espion qui m'a tirée (Austin Powers: The Spy Who Shagged Me) : Circus Barker
- 1999 : Allô, la police ? (Dudley Do-Right) : Howard
- 1999 : Rencontre, Amour et Sexe (The Mating Habits of the Earthbound Human) : The Male's Father
- 2000 : Civility : Hotel Manager
- 2000 : Auggie Rose de Matthew Tabak : Oscar Weeks
- 2001 : Sirt : Bill
- 2002 : Love Liza : Denny
- 2002 : Big Trouble : Leonard Ferroni
- 2002 : Men in Black 2 (Men in Black II) : Ben
- 2003 : This Is Not a Film : The Puzzler
- 2003 : Sous le soleil de Toscane (Under the Tuscan Sun) : Apartment Manager
- 2004 : Snackers : Chuck Livingston
- 2004 : Jesus the Driver
- 2004 : 24 Heures chrono (24) (série TV) : Kevin Kelly
- 2005 : Lost in Plainview : Hank
- 2005 : Terrain d'entente (Fever Pitch) : Al
- 2005 : What's Up, Scarlet? : Stuart
- 2006 : Special : Dr Dobson
- 2006 : Grilled (vidéo)
- 2009 : Bones (Bones) (série TV) : Malaki Wallace